# Viva Hate
Viva Hate è l'album d'esordio da solista del cantante inglese Morrissey.
Pubblicato il 14 marzo del 1988 dalla HMV Records in Inghilterra e dalla EMI in Italia, il disco raggiunse la prima posizione nella Official Albums Chart, ottenendo il disco d'oro nel marzo dello stesso anno.

## Realizzazione
"Sento che è stato, più che un evento, una conquista. Penso che il pubblico era semplicemente sollevato dal fatto che ero ancora in vita. Che in sé è stata la celebrazione di Viva Hate. Sono sempre stato ferocemente autocritico e ... non è stato perfetto. E non era meglio di Strangeways, Here We Come. Ci sono almeno sei tracce che ora volentieri seppellirei nel più vicino lembo di terra. E metterei una grossa pietra in cima." (Morrissey intervistato da The Face, 1990)
Viva Hate venne scritto da Morrissey in collaborazione con Stephen Street, che ne curò anche la produzione durante le registrazioni che si svolsero presso gli studi Wool Hall di Bath nell'inverno del 1987.
Rispondendo alla domanda del giornalista Len Brown, sull'effetto della separazione degli Smiths nella scrittura dei brani di Viva Hate, il cantante rispose che "No, non c'è stata, ma ci potrebbe essere con il prossimo disco. Suppongo che, in qualunque modo lo si guardi, Viva Hate esprime abbastanza elegantemente il modo in cui mi sono sentito immediatamente dopo la rottura, perché non appena gli Smiths si sciolsero ero praticamente in studio per fare il disco. In qualsiasi modo lo si esamina si tratta di un post-Smiths Morrissey. Ma non ci sono riferimenti amari al passato ".
Per gli arrangiamenti, Street decise di cercare di mantenere quel sound di base sviluppato già con gli Smiths, ingaggiando il chitarrista, ex Durutti Column, Vini Reilly che, a posteriori, non rimase soddisfatto del proprio contributo all'album, visto anche il suo stile complesso che mal si adattava al pop facile del produttore e che comunque rimase evidente in tutto l'intero album e soprattutto in brani come Late Night, Maudlin Street o Bengali in Platforms. Alcuni brani del disco provocarono diverse polemiche mediatiche, come ad esempio la conclusiva Margaret On The Guillotine, che nel testo descriveva la morte dell'allora Primo Ministro britannico, Margaret Thatcher, come un sogno meraviglioso (e che termina con il suono improvviso della ghigliottina) e per il quale Morrissey subì una perquisizione in casa da parte della polizia.
MOZ: Mai. Beh, è una bugia. Ricevetti la loro visita molto tempo fa, per una canzone che una volta ho fatto.
QM: Così la storia di "Margaret On The Guillotine" è vera?
MOZ: Naturalmente sì. Motivi ridicoli. Ma loro non hanno bisogno di motivi, hanno già un cappello buffo e un po' di manganello. Registrarono una conversazione di un'ora e perquisirono la casa alla ricerca di una ghigliottina. Curiosamente, in realtà, ne trovarono una. Credevano che fossi il nemico pubblico numero 72. E alla fine della cottura alla griglia mi chiesero di firmare autografi per le nipoti.»
(Morrissey, intervistato da Q Magazine, settembre 1995)
L'album era stato inizialmente intitolato Education In Reverse, ma Morrissey cambiò poi idea per un titolo che riflettesse meglio il suo stato d'animo generale dopo la separazione degli Smiths.  Alcune versioni dell'album furono comunque pubblicate, in Australia e Nuova Zelanda, con il titolo originale. La versione statunitense contiene la bonus track Hairdresser on Fire, già pubblicata come b-side del singolo Suedehead. Nel 1997, in occasione del Centenario della EMI,  una speciale edizione rimasterizzata del disco è stata ripubblicata per il mercato inglese, con l'aggiunta di otto bonus tracks e con un artwork differente.

## Ristampe
Nel 1997, in occasione del 100º anniversario della EMI, il disco venne ristampato insieme ad altri 99 album classici del catalogo dell'etichetta, con una nuova copertina e con 8 bonus tracks.
Il 2 aprile 2012 la EMI, attraverso l'etichetta Liberty, ha pubblicato nel Regno Unito una nuova edizione speciale dell'album. Oltre alla rimasterizzazione di tutte le tracce originali a cura del produttore Stephen Street, la tracklist presenta anche il brano Treat Me Like A Human Being, outtake tratto dalle session dell'ottobre del 1987 e che inizialmente doveva far parte dell'album originale, poi estromessa per far posto a materiale giudicato più interessante.

## Copertina
La foto di copertina, raffigurante un primo piano di Morrissey, è stata realizzata da Anton Corbijn. Altre foto di Corbijn si trovano all'interno del libretto del CD, mentre una foto della tomba (in realtà solo un primo piano delle nuvole sopra la tomba) dell'attore e musicista britannico George Formby Sr., padre del più noto George Formby, venne utilizzata come retro dell'album.
Sulla versione originale del vinile è incisa la frase EDUCATION IN REVERSE.

## Tracce
1. Alsatian Cousin – 3:13
2. Little Man, What Now ? – 1:48
3. Everyday Is Like Sunday – 3:32
4. Bengali In Platforms – 3:55
5. Angel, Angel, Down We Go Together – 1:40
6. Late Night, Maudlin Street – 7:40
7. Suedehead – 3:56
8. Break Up The Family – 3:55
9. The Ordinary Boys – 3:51
10. I Don't Mind If You Forget Me – 3:10
11. Dial-A-Cliché – 2:28
12. Margaret On The Guillotine – 3:42

### Bonus tracks 1997
1. Let the Right One Slip In – 2:28
2. Pashernate Love – 2:16
3. At Amber – 2:43
4. Disappointed (live) – 3:07
5. Girl Least Likely To – 4:51
6. I'd Love To – 4:49
7. Michael's Bones – 3:10
8. I've Changed My Plea to Guilty – 3:42

Tutte le tracce sono scritte da Morrissey e Stephen Street.

## Formazione
- Morrissey – voce
- Vini Reilly – chitarra
- Stephen Street – chitarra, basso, tastiere
- Andrew Paresi – batteria